# Ernesto Romagosa
Ernesto Romagosa (o Romagoza) fue un médico argentino del siglo XX, considerado una de las grandes figuras de la cirugía argentina, «un cirujano muy hábil en todos los aspectos de la cirugía».

## Biografía
Ernesto Romagosa Solobur nació en la ciudad de Córdoba (Argentina) en 1879, hijo de José Romagosa y Delfina Solobur.
Cursó sus estudios preparatorios en el Colegio Monserrat tras lo que pasó a la Facultad de Ciencias Médicas de la Universidad Nacional de Córdoba.
En 1901 ingresó como practicante en el viejo Hospital San Roque de Córdoba.
Tras doctorarse en 1903 con una tesis que versaba sobre cirugía de las ascitis fue agregado a la cátedra de cirugía.
Viajó luego a Francia y Alemania para efectuar estudios de perfeccionamiento en su profesión.
En 1910 fue designado director de la Asistencia Sanitaria Municipal de la ciudad de Córdoba, cargo que ejerció hasta 1913 cuando fue designado secretario y médico del Hospital de Clínicas.
Integró el Consejo de la Junta de la Facultad de Medicina, en 1918 se convirtió en su decano y en 1923 fue designado rector de la Universidad de Córdoba.
En 1927 le fue ofrecido el cargo de director del Hospital Nacional de Clínicas (Córdoba) pero no aceptó.
Su prestigio le aseguró en 1931 la presidencia del Tercer Congreso Argentino de Cirugía.
En 1933 se diagnosticó él mismo una enfermedad pulmonar incurable. Continuó el ejercicio de su profesión hasta su muerte, un mes más tarde.
El hospital de Deán Funes lleva su nombre.
Lo recuerda una estatua en bronce, obra de Nicolás San Luis, ubicada en el jardín del Hospital Nacional de Clínicas.